# Beda Dudík
Beda Dudík (ur. 29 stycznia 1815 w Kojetínie, zm. 18 stycznia 1890 w Rajhradzie) – morawski historyk, mnich benedyktyński.
Urodził się jako najstarszy z dziewięciorga dzieci wytwórcy wosku i pierników. Pobierał nauki w Kromieryżu i Brnie, gdzie spotkał benedyktyna Gregora Volnego. Pod jego wpływem postanowił zostać zakonnikiem i wstąpił do zgromadzenia benedyktynów w 1836 roku. 20 sierpnia 1840 roku przyjął święcenia kapłańskie. Był wykładowcą filozofii w Brnie, prowadził jednocześnie badania zabytków literatury czeskiej zagrabionych przez Szwedów podczas wojny trzydziestoletniej. Od 1853 roku pracował w Wiedniu, gdzie założył główną bibliotekę historyczną zakonu krzyżackiego. Od 1855 roku był docentem prywatnym Uniwersytetu Wiedeńskiego, a w 1859 roku został historykiem ziemskim Moraw. Jego głównym dziełem była dwunastotomowa Historie Moravy (czes. Historia Moraw).
W 1866 roku był kapelanem wojskowym podczas wojny austriacko-pruskiej, a w 1869 roku jako osobisty kapelan cesarza Franciszka Józefa był członkiem delegacji austro-węgierskiej na uroczystość otwarcia Kanału Sueskiego.
W ciągu całego życia napisał około 90 prac z zakresu historii.
W 1884 roku został mianowany opatem klasztoru w Třebíču.
Jego imieniem nazwano ulice w Kojetínie, Brnie i Rajhradzie.

## Dzieła
- Dějiny řádu v Rajhradě (1849)
- Pátrání ve Švédsku pro dějiny Moravy (Forschungen in Schweden) (1852)
- Vévodství opavské a jeho dřívější postavení k markrabství moravskému (1857)
- Historie Moravy